# Ru.tv
Ru.tv – kanał muzyczny w języku rosyjskim, przedstawiający głównie rosyjską muzykę pop oraz programy plotkarskie i interaktywne.
Ru.tv jest pierwszą stacją, która nadaje niemalże na cały świat drogą satelitarną wyłącznie w języku rosyjskim. Przekaz odbywa się poprzez satelitę Hot Bird jako kanał FTA. Wychodziła z założenia, że muzyka rosyjska będzie nadawana non-stop. Z czasem wprowadzono liczne kanały interaktywne(sms) itp., jednak nadal dominuje rosyjski pop.
Siedziba stacji znajduje się w Moskwie.

## Programy
- RU Novosti (ros. RU Новости) – nowości z rosyjskiego show-biznesu.
- DWOJE s Priwietom (ros. ДВОЕ с Приветом) – poranny program muzyczny z ciekawymi tematami.
- KaRUokie (ros. КаRUоке) – śpiewanie znanych rosyjskich przebojów.
- Koncertnyj zał (ros. Концертный зал) – koncerty najlepszych rosyjskich muzyków.
- Pik popularnosti (ros. Пик популярности) – program o gwiazdach show-biznesu.
- Stoł zakazow (ros. Стол заказов) – program z najlepszą muzyką oraz rozmowy z gośćmi.
- Supier 10 (ros. Супер 10) – lista dziesięciu najlepszych przebojów tygodnia.
- Tema (ros. Тема) – lista 10 tematycznych klipów.
- Top list (ros. Топ-лист) – lista najlepszych rosyjskich gwiazd show-biznesu.
- Hip-hop czart (ros. Хип-хоп чарт) – lista najlepszych utworów hip-hopowych.